# Carlo Santucci
Carlo Maria Santucci, Nobile di Velletri e di Ascoli (Velletri, 9 febbraio 1849 – Roma, 29 luglio 1932), è stato un avvocato e politico italiano.

## Biografia
Studente del collegio romano dei gesuiti e laureatosi nel 1872 all'Università La Sapienza di Roma, divenne avvocato di professione, nonché uno degli uomini più rappresentativi dell'Azione Cattolica romana. Centrista di orientamento moderato, legato agli interessi politici ed economici del Vaticano, ha presieduto l'Unione elettorale cattolica e, da consigliere comunale, sostenuto l'alleanza politica tra cattolici e liberali, assumendo il ruolo di guida dell'opposizione negli anni della giunta di sinistra guidata da Ernesto Nathan. Fu personalità particolarmente vicina all'opera riformatrice di Luigi Maria Olivares negli anni in cui fu parroco alla Chiesa di Santa Maria Liberatrice al Testaccio.
Cultore del diritto canonico è stato uno stretto collaboratore del cardinale Pietro Gasparri nell'opera di riforma del relativo codice, poi entrata in vigore nel 1917.
Nominato senatore del Regno nel 1919, svolse un ruolo tra il 1923 ed il 1925 nelle trattative per il concordato tra Stato e Chiesa.
Amministratore e presidente del Banco di Roma, è stato vice presidente del Circolo San Pietro, ha collaborato con numerosi quotidiani e periodici della capitale di orientamento cattolico.